# Delia leechi
Delia leechi este o specie de muște din genul Delia, familia Anthomyiidae, descrisă de Griffiths în anul 1993.
Este endemică în California. Conform Catalogue of Life specia Delia leechi nu are subspecii cunoscute.